# Монтеро Рамос, Лудия
Лу́дия Монте́ро Ра́мос (исп. Ludia Montero Ramos; род. 17 апреля 1999 года) — кубинская тяжелоатлетка, серебряный призёр чемпионата мира по тяжёлой атлетике 2019 года, бронзовый призёр чемпионата Панамерики 2018 года. Участница летних Олимпийских игр 2020 года в Японии. 

## Карьера
В 2017 году приняла участие в своём первом крупном международном турнире, чемпионате Панамерики, где заняла итоговое восьмое место с общим весом на штанге 156 кг.
В 2018 году на чемпионате Панамерики в Санто-Доминго (Доминиканская республика) она завоевала бронзовую медаль с общим весом по сумме двух упражнений 172 кг.
В сентябре 2019 года на взрослом чемпионате мира в Паттайе кубинская спортсменка в весовой категории до 45 кг завоевала серебряную медаль, набрав в сумме двоеборья 167 кг. В рывке она завоевала малую серебряную медаль (76 кг).